# La Losilla
La Losilla é um município da Espanha na província de Sória, comunidade autónoma de Castela e Leão, de área 7,90 km² com população de 13 habitantes (2006) e densidade populacional de 2,16 hab/km².

## Demografia
| Variação demográfica do município entre 1991 e 2004 | Variação demográfica do município entre 1991 e 2004 | Variação demográfica do município entre 1991 e 2004 | Variação demográfica do município entre 1991 e 2004 |
| --------------------------------------------------- | --------------------------------------------------- | --------------------------------------------------- | --------------------------------------------------- |
| 1991                                                | 1996                                                | 2001                                                | 2004                                                |
| 23                                                  | 20                                                  | 18                                                  | 17                                                  |